# Milland (Brixen)
Milland (italienisch Millan) ist ein Stadtteil von Brixen mit ca. 4.500 Einwohnern in Südtirol (Italien).

## Geographie
Milland gehört zum unmittelbaren Stadtgebiet von Brixen im Eisacktal. Es befindet sich südöstlich der Altstadt, ist anders als diese jedoch auf der orographisch linken, östlichen Seite des Eisack gelegen. Im Norden ist die Grenze zwischen Milland und dem „eigentlichen“ Brixen im heutigen Stadtgebiet nicht mehr erkennbar (sie liegt nahe dem Gasthof „Brixner Hof“). Oberhalb von Milland, auf einem Hochplateau an den Hängen der Plose, liegt St. Andrä. Im Süden schließt sich Sarns an. Milland ist am Trametschbach und am Eisack gelegen.

## Geschichte
Oberhalb von Milland auf halber Höhe von St. Andrä sind Schalensteine zu finden, die aus vorchristlicher Zeit stammen. Frühere Funde gibt es nicht, denn der Brixner Talkessel war sumpfiges Auland. Ersturkundlich erwähnt wurde Milland bereits acht Jahre vor der Erstnennung Brixens (901) – im Jahr 893 restituierte König Arnulf von Kärnten der Bischofskirche von Säben-Brixen unter Bischof Zacharias das Jagd- und Forstrecht in einem Gebiet, das auch den „vicus Millana“, die (Dorf-)Siedlung Milland, umfasste. Damals wurde der Ort von der Pfarre St. Andrä aus betreut. 1788 wurde Milland zu einer selbständigen Seelsorgestation, 1891 wurde der Ort auf Grund einer staatlichen Verfügung zur Pfarrei erhoben. Die bis dato eigenständige Gemeinde Milland-Sarns wurde 1928 nach Brixen eingemeindet. Nach dem Zweiten Weltkrieg begann der Ort immer mehr mit dem Brixner Stadtzentrum zusammenzuwachsen. 

### Bevölkerungsentwicklung
Um 1800 zählte Milland an die 200, um 1900 etwa 500 und vor dem Ausbruch des Zweiten Weltkrieges 800 Einwohner. Nach 1945 stieg die Bevölkerung im Zuge der regen Bautätigkeit innerhalb von zwei Jahrzehnten auf ca. 4.500 Einwohner an.

## Kultur und Sehenswürdigkeiten

### Karlspromenade
Die Karlspromenade an der östlichen Talseite führt von Brixen bis Milland. Sie ist nach Kaiser Karl I. benannt, der sich als Erzherzog öfters in der Privatklinik von Otto von Guggenberg aufhielt und den Waldweg benutzte. Durch den Bau des Stromkraftwerks verfiel die Promenade immer mehr. Erst in jüngerer Zeit stellte die Gemeindeverwaltung einen Teil des Weges wieder her.

### Ansitze

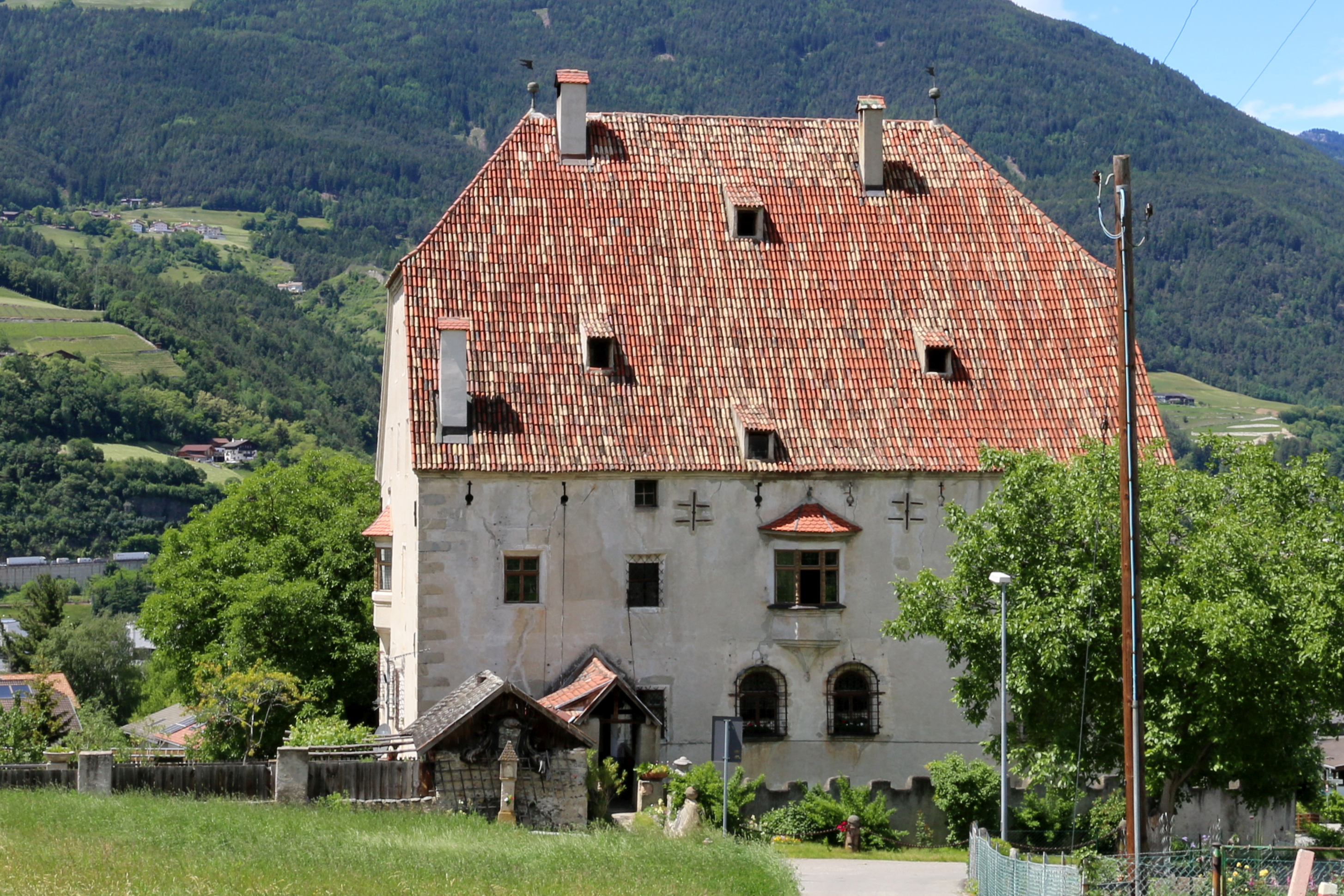
Karlsburg

Der ehemalige Meierhof Karlsburg wurde während der Koalitionskriege im Jahr 1810 als einziges Gebäude von den Franzosen nicht zerstört.
Das um 1250 erstmals erwähnte Vilseck wurde 1601 zum Edelsitz erhoben. Der Ansitz Platsch geht im Kern auf das 12. Jahrhundert zurück.

### Wallfahrtskirche Maria am Sand

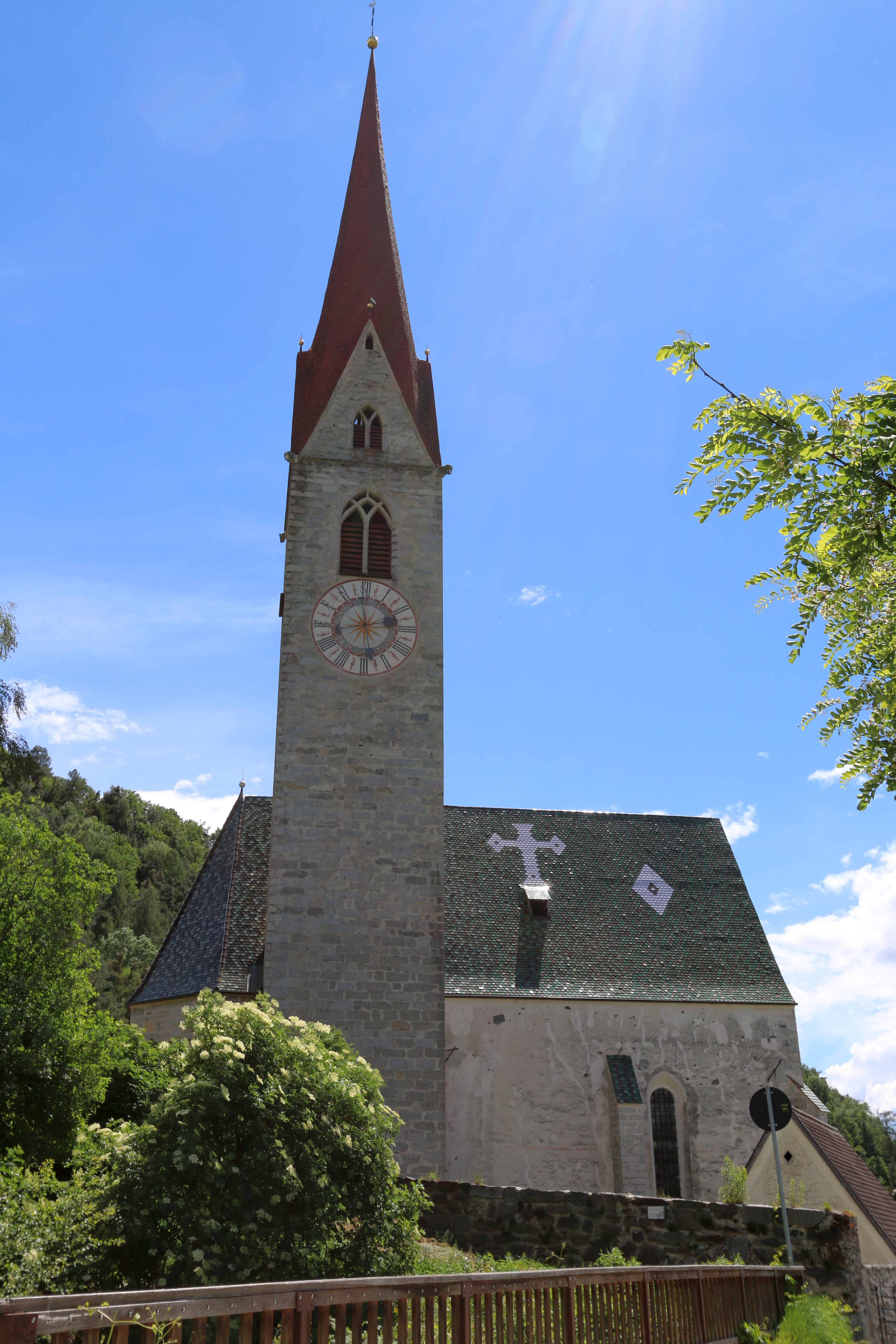
Maria am Sand

Die erste Kirche in Milland wurde um 1300 erbaut. Albert von Platsch stiftete 1341 eine tägliche Messe. Im 15. Jahrhundert wurde die Kirche durch ein Gewölbe des Langhauses, einen Turm und ein Spitzbogenportal stark verändert und erweitert (bis 1464). Um 1640, zur Zeit der Pest im Brixner Gebiet, wurde sie als Wallfahrtskirche immer beliebter, und es entstand der Ausspruch: „Maria am Sand ist die Stärkste im ganzen Land“. Im 18. Jahrhundert wurde die gotische Kirche innen barockisiert.

### Josef-Freinademetz-Kirche

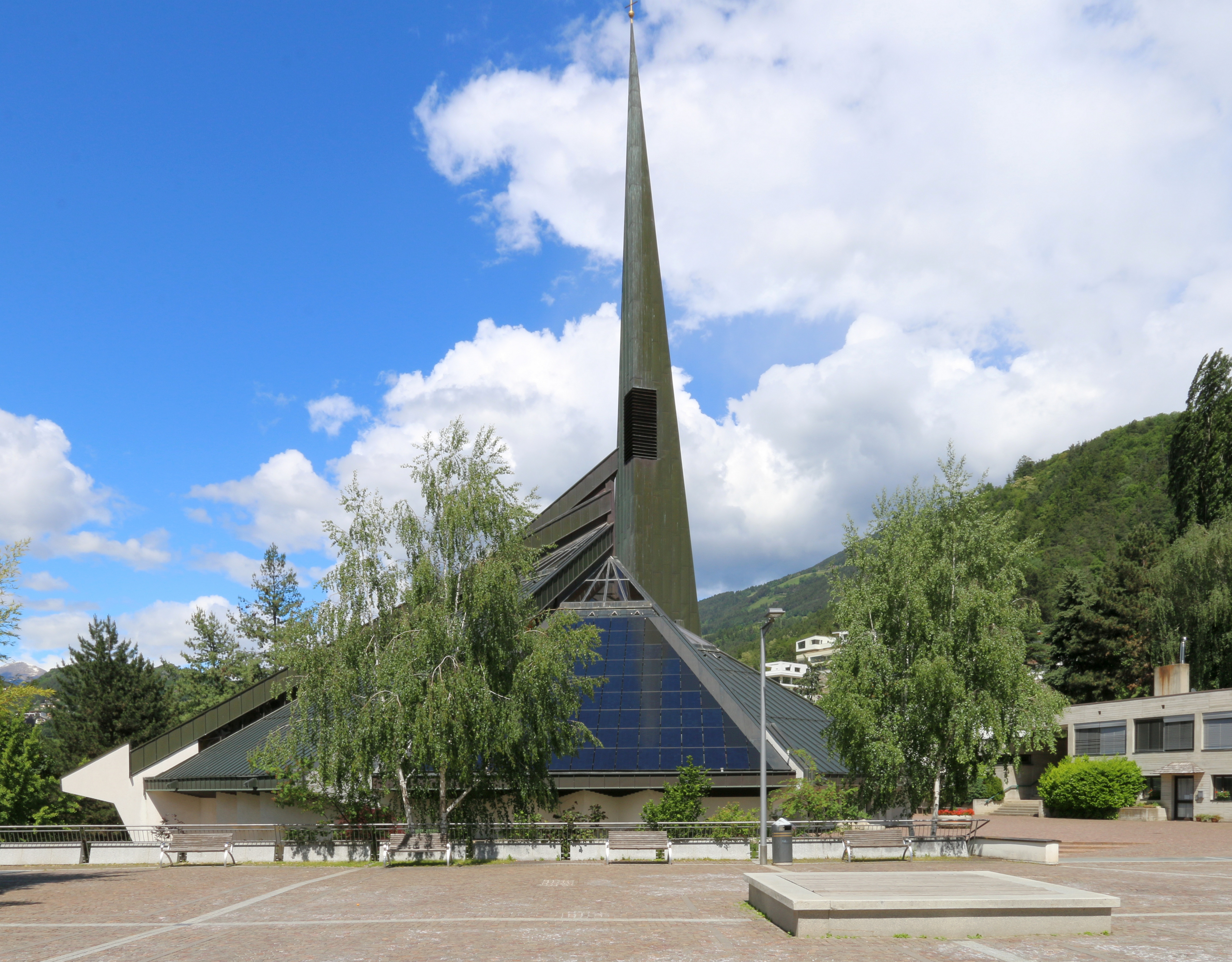
Josef-Freinademetz-Kirche

Die Pfarrkirche ist dem Chinamissionar Pater Josef Freinademetz gewidmet. Der von dem Architekten Othmar Treffer aus Bruneck geplante moderne Bau in Form eines Zeltdaches wurde von 1984 bis 1985 errichtet und am 19. Oktober 1985 von Diözesanbischof Joseph Gargitter geweiht.

## Öffentliche Einrichtungen

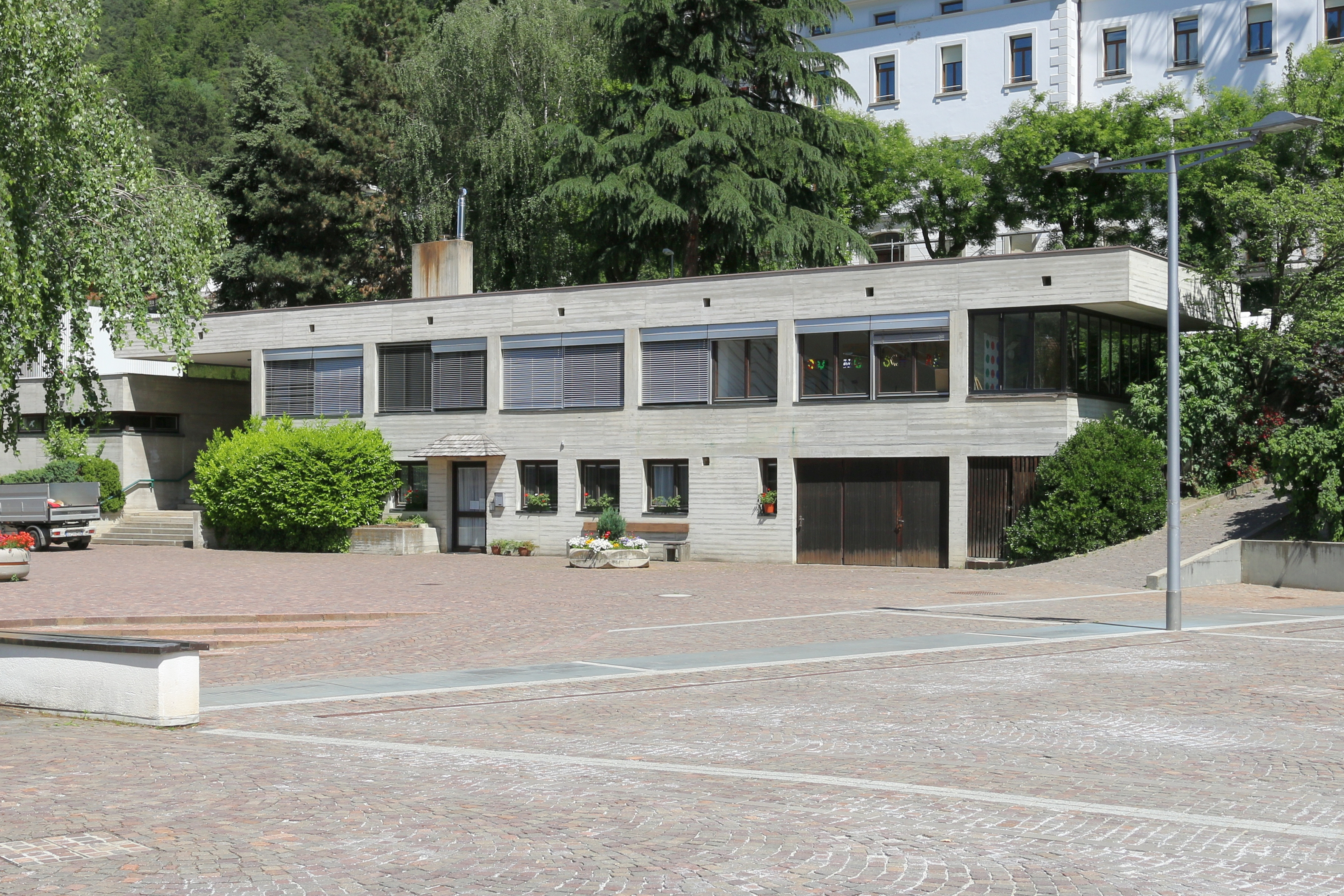
Dorfplatz

### Bildungseinrichtungen
In Milland gibt es je eine Grundschule für die deutsche und die italienische Sprachgruppe.

### Sportvereine
1995 ging aus dem Amateurfußballverein SV Milland der heutige Proficlub und erfolgreichste Südtiroler Fußballverein FC Südtirol hervor. Des Weiteren gibt es noch die Sektionen: Paragleiten, Tischtennis und Sportfischen. Die Größte Sektion ist jedoch der Fußball. Alle zwei Jahre werden U-10 Mini Weltmeisterschaften bzw. Europameisterschaften veranstaltet zu denen Mannschaften aus Tschechien, Deutschland, Österreich, Italien und Slowenien anreisen.

## Katastrophen
Milland wurde immer wieder von Überflutungen des Trametschbaches heimgesucht. Erst mit der Verbauung des Wildbaches im Jahr 1950/59 bekam man das Problem in den Griff.

## Persönlichkeiten
- Max von Milland